# Антощенков, Владимир Семёнович
Владимир Семёнович Антощенков (2 сентября 1933, Ленинград, СССР — 30 мая 2024) — советский, российский архитектор, фотохудожник, теоретик градостроительства, скульптор.

## Биография
Владимир Семёнович Антощенков родился 2 сентября 1933 года в Ленинграде в семье служащих.
Отец — Семен Федорович, мать — Тамара Александровна.
Во время Великой Отечественной войны находился в эвакуации в городе Челябинске. В 1951 году окончил с отличием среднюю школу N199 в Ленинграде.
В 1951—1957 годах — учился и с отличием окончил архитектурный факультет Ленинградского инженерно-строительного института (ЛИСИ, ныне СПбГАСУ).
В 1957—1959 годах работал архитектором в проектном институте Ленгипрогор, где выполнил ряд проектных работ и успешно участвовал в архитектурных конкурсах.
В 1959 году поступил в очную аспирантуру ЛИСИ по специальности «градостроительство».
В 1964 году защитил кандидатскую диссертацию под руководством проф. Витмана В. А. на тему: «Пути передвижения в жилых районах».
В 1962 — ассистент, с 1973 г. — доцент кафедры градостроительства ЛИСИ.
В 1969—1972 годах работал над проблемами техники градостроительного проектирования, получил 4 авторских свидетельства на изобретения; прибор для рисования перспективы экспонировался на ВДНХ СССР; участвовал в заказных конкурсах по градостроительной тематике.
Более 30 лет являлся руководителем учебной мастерской.
В 1961—1991 годах — научный руководитель научно-методических исследований по проблемам архитектурной педагогики, проводимых на кафедре градостроительства.
Является автором более 30 научных и методических публикаций.
Умер 30 мая 2024 года в возрасте 90 лет.

## Научные интересы
- научно-методические проблемы обучения архитекторов;
- принципы интерактивного обучения;
- морфология архитектурных форм;
- архитектурная фотография;

В 1995—2012 годах более 15 лет заведовал кафедрой градостроительства СПбГАСУ (кафедра урбанистики и дизайна городской среды)
С 1974 года начал заниматься фотографией и сделал первую серию фоторабот о Ленинграде. Первая персональная выставка в Доме архитектора.
В 1986 году вернулся к фотографии и сделал несколько публикаций в журналах (включая «Советское фото»). Участвовал во всесоюзной выставке архитектурной фотографии, стал членом ленинградского объединения «Фотоцентр».
В 1994 году вступил в Союз фотохудожников России.
Автор архитектурных композиций, отмечавшихся российской прессой и искусствоведами.

## Награды
- 1989 — Лауреат Всесоюзного смотра на лучшую фотографию архитектурного произведения
- Почётный диплом за лучшую черно-белую коллекцию на конкурсе «Северная Пальмира-2000»
- 2000 — победитель конкурса «Твоих оград узор чугунный»
- 2003 — Международная выставка «Сибирское биеннале». Специальный приз жюри и фирмы Kodak
- 2012 — Анциферовская премия, специальный диплом за серию фотоальбомов, посвящённых Санкт-Петербургу[2]
- 2016 — Университет промышленных технологий и дизайна и Санкт-Петербургский союз дизайнеров, «Мастер и ученик. Ступени мастерства» 1 место
- 2018 — Почётный член Союза фотохудожников России[3]

## Работы
Находятся в коллекциях:
- Государственный Эрмитаж (Санкт-Петербург)
- Государственный Русский музей (Санкт-Петербург)
- Государственный музей истории Санкт-Петербурга (Санкт-Петербург)
- Государственный музейно-выставочный центр РОСФОТО (Санкт-Петербург)
- Государственный музей архитектуры имени А. В. Щусева (Москва)
- Музей Йоркшира в городе Йорк (Великобритания)

## Персональные выставки
Работы Владимира Семёновича Антощенкова были представлены на 35 персональных выставках в России, США, Англии, Германии, Финляндии, Индии.
2011
- Музейно — выставочный центр РОСФОТО . Город — это люди. Владимир Антощенков.
- Союз фотохудожников России. Владимир Антощенков.

2012
- Центр фотографии имени братьев Люмьер. Москва. Urban Classic. Владимир Антощенков.
- Центр фотографии имени братьев Люмьер. Москва . Артефакты. Владимир Антощенков.

2018
- Метаморфозы куба. Музей современного искусства Эрарта.

## Участие в коллективных выставках
Владимир Антощенков участвовал более чем в 62 выставках в России, США, Франции, Голландии, Японии, Австрии.
- 2017. Структуры. Русский музей. Мраморный дворец. Санкт — Петербург.
- 2019. Пластическая масса. Русский музей. Мраморный дворец. Санкт — Петербург.